# Balekoppa, Mundgod
Balekoppa là một làng thuộc tehsil Mundgod, huyện Uttara Kannada, bang Karnataka, Ấn Độ.